# Otto Model (Jurist)
Otto Model (* 26. Mai 1884 in Genthin; † 1964) war Fachanwalt für Steuerrecht und Publizist.

## Leben
Otto Model war Sohn des Musiklehrers Otto Model (1856–1935) und ein älterer Bruder des Generalfeldmarschalls Walter Model. Nachdem er in Erfurt das Abitur bestanden hatte, studierte er an den Universitäten Jena und Halle. Während seines Studiums wurde er 1904 Mitglied der Burschenschaft Teutonia Jena.
Er bestand 1907 das Referendarexamen und war nach seinem Studium als Kriegsgerichtsrat tätig.
Am Ersten Weltkrieg nahm er als Leutnant der Reserve an der Westfront teil und wurde am 8. Dezember 1916 als Führer der 3. Batterie des Reserve-Feldartillerie-Regiment Nr. 24 mit dem Ritterkreuz des Militär-St.-Heinrichs-Ordens ausgezeichnet.
Bis Mitte der 1920er Jahre war er Regierungsrat, danach lebte er als Rechtsanwalt und Notar in Mühlhausen/Thüringen. In den 1950er Jahren war er Rechtsanwalt in Moers, später in Bad Godesberg. Er war Autor zahlreicher Werke zu staatsrechtlichen und steuerrechtlichen Themen.

## Werke
- Die positiven Vertragsverletzungen, Diss. Universität Jena, 1909
- Steuerführer, 1. Aufl. 1924 bis 6. Aufl. 1935; fortgesetzt durch:
  - Die Steuern von heute, Loseblattsammlung (1941)
- Deutsches Staatsbürger-Taschenbuch, 1. Aufl. 1925; 11. Aufl. 1936 als Staatshandbuch des Volksgenossen von Hans Karl Leistritz und Otto Model; fortgesetzt durch:
  - Staatsbürger-Taschenbuch. Alles Wissenswerte über Staat, Verwaltung, Recht und Wirtschaft, 1. Aufl. 1957; ab der 7. Aufl. 1966 fortgeführt von Carl Creifelds, ab der 21. Aufl. 1983 fortgeführt von Gustav Lichtenberger; aktuell 33. Aufl. 2012 (ISBN 978-3-406-62769-9)
- Bonner Grundgesetz und Besatzungsstatut. Textausgabe mit Einleitung und Erläuterungen, 1949; ab der 2. Aufl. 1952 als Grundgesetz für die Bundesrepublik Deutschland; ab der 4. Aufl. 1965 als Grundgesetz für die Bundesrepublik Deutschland. Taschenkommentar, fortgeführt von Klaus Müller; zuletzt 11. Aufl. 1996 (ISBN 3-452-21698-5)
- Das Unternehmer-Testament. Ratschläge über die Abfassung letztwilliger Verfügungen in persönlicher, familiärer, wirtschaftlicher, gesellschafts- und steuerrechtlicher Sicht, 1956; später unter dem Titel Testament und Güterstand des Unternehmers. Systematische Darstellung mit zahlreichen Mustern in familien- und erbrechtlicher sowie gesellschafts- und steuerrechtlicher Sicht, weitergeführt von Karl Haegele, 5. Aufl. 1966
- Im Falle meines Todes. Ratschläge für die Hinterbliebenen zur Wahrnehmung ihrer Rechte und Pflichten nebst Musteranträgen und Musterfassungen, 1964; fortgeführt von Gerrit Langenfeld, zuletzt 8. Aufl. 1985 (3-504-45655-8)